# والتر أوليفر
والتر أوليفر (بالإنجليزية: Walter Reginald Brook Oliver)‏ هو عالم رخويات ‏ وعالم نبات وعالم طيور نيوزلندي، ولد في 7 سبتمبر 1883 في لاونسستون في أستراليا، وتوفي في 16 مايو 1957 في ويلينغتون في نيوزيلندا.